# コムシス通産
コムシス通産株式会社（コムシスつうさん）は東京都港区に本社を置く、情報通信および電気通信用資材、機材、機器などの調達・販売のほか、リース・レンタルサービス、CADサービス、損害保険サービスを行う会社である。
日本コムシス株式会社の連結子会社であり、コムシスホールディングスグループの一員である。

## 事業所
- 本社 東京都港区白金（登記上の本店兼ねる）
- 支店 北海道札幌市中央区、大阪府大阪市東成区、熊本県熊本市中央区
- 事業所 埼玉県さいたま市南区、宮城県仙台市若林区、福岡県福岡市博多区

## 沿革
- 1954年 通信資材販売を行なう通信産業株式会社を設立。
- 1960年 熊本営業所開設。
- 1963年 大阪営業所開設。
- 1967年 リース業務を開始。
- 1970年 損害保険の代埋店業務を開始。
- 1982年 資材倉庫業務の受託開始。
- 1986年 大阪営業所を大阪支店に、熊本営業所を九州支店に変更。
- 1992年 CADサービス業務開始。
- 1994年 コムシス通産株式会社に改称。
- 1994年 浦和資材センタ開設。
- 1994年 北海道支店、東北営業所開設。
- 2001年 コムシスＩＴプラザ（現コムシスサポートセンタ）業務の受託開始。
- 2002年 Optos業務開始。
- 2003年 システムヘルプ業務開始。
- 2009年 高輪台にCADセンタ開設。
- 2011年 浦和にデータ集中処理センタを開設。
- 2014年 業務拡大のため五反田にCADセンタ移設。

## 主な事業
- 電気通信・電気設備工事に使用する、工事用資器材・保安器具等・事務用品・グループ会社グッズ販売
- OA機器・情報通信機器・車輛・オフィス用什器・各種測定器等のリース・レンタル業務
- CAD図面作成、スキャナー入出力、各種コピー、工事製本業務
- 通信設備工事や建築工事等の企業向け保険取り扱い業務
- コムシスホールディングスグループ受託業務(資材調達・倉庫管理・システムヘルプ)
- 上記業務に付随する各種諸業務